# Mirko Serrano
Mirko Matías Serrano Panes (El Salvador, Chile, 28 de mayo de 1991) es un futbolista chileno. Juega de mediocampista, lateral derecho y defensa central, su equipo actual es Provincial Ovalle Fútbol Club de la Segunda División Profesional de Chile.

## Clubes
| Club                 | País  | Año       |
| -------------------- | ----- | --------- |
| Cobresal             | Chile | 2011      |
| Provincial Talagante | Chile | 2012      |
| Deportes Melipilla   | Chile | 2013-2014 |
| Lota Schwager        | Chile | 2014-2015 |
| Unión La Calera      | Chile | 2015-2017 |
| Magallanes           | Chile | 2017-2019 |
| Deportes Santa Cruz  | Chile | 2020-2021 |
| San Marcos           | Chile | 2021-2022 |
| Deportes Melipilla   | Chile | 2023      |
| Provincial Ovalle    | Chile | 2024-Act. |

## Palmarés

### Campeonatos nacionales
| Título           | Club                | País  | Año  |
| ---------------- | ------------------- | ----- | ---- |
| Segunda División | San Marcos de Arica | Chile | 2022 |

- Datos: Q6873730